# Pieter de Grebber

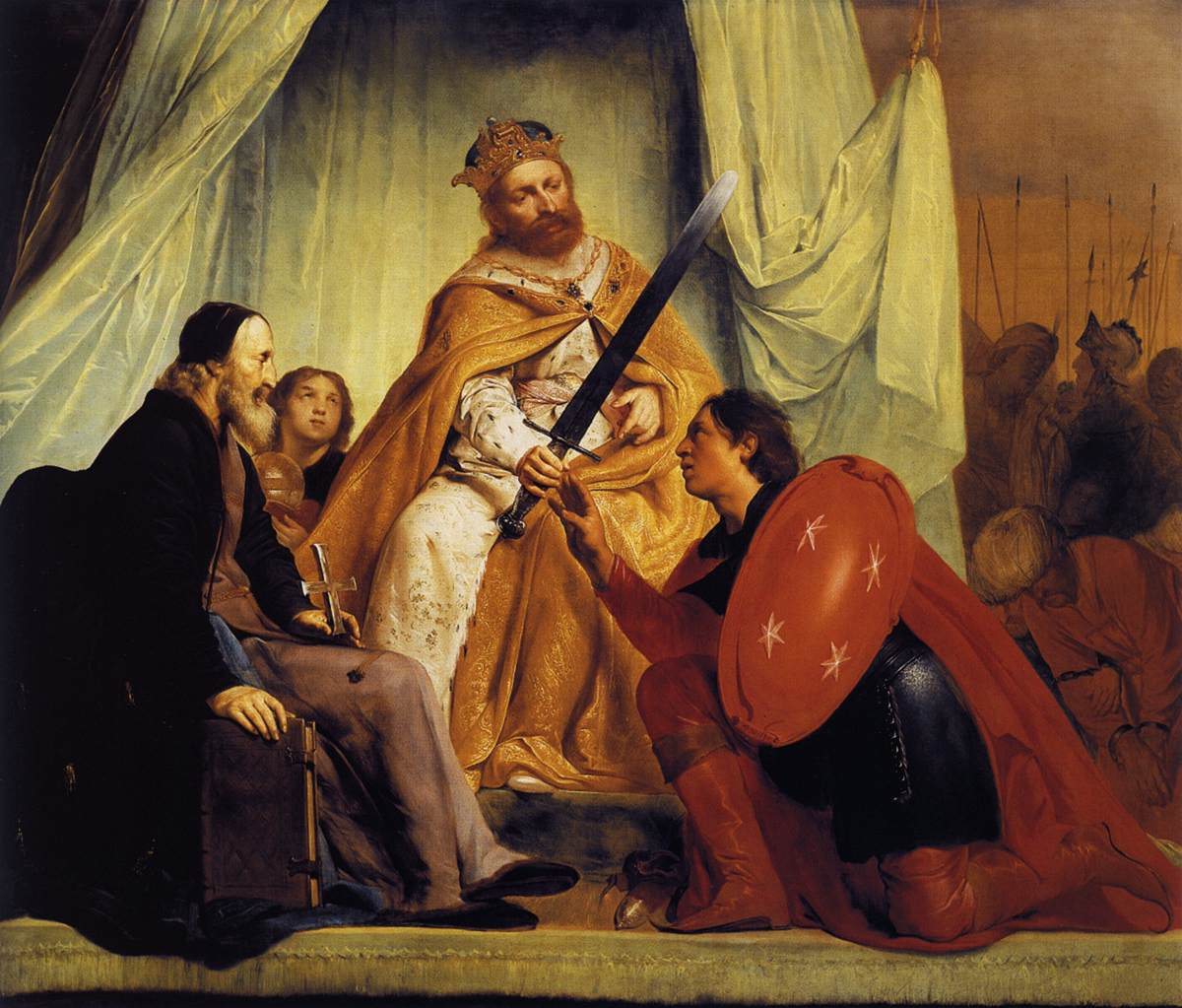
Haarlem ontvangt het zilveren zwaard en het schild met de vier sterren van de Duitse keizer vanwege de verdiensten van de stad tijdens de vijfde kruistocht, 1630, Frans Halsmuseum, Haarlem

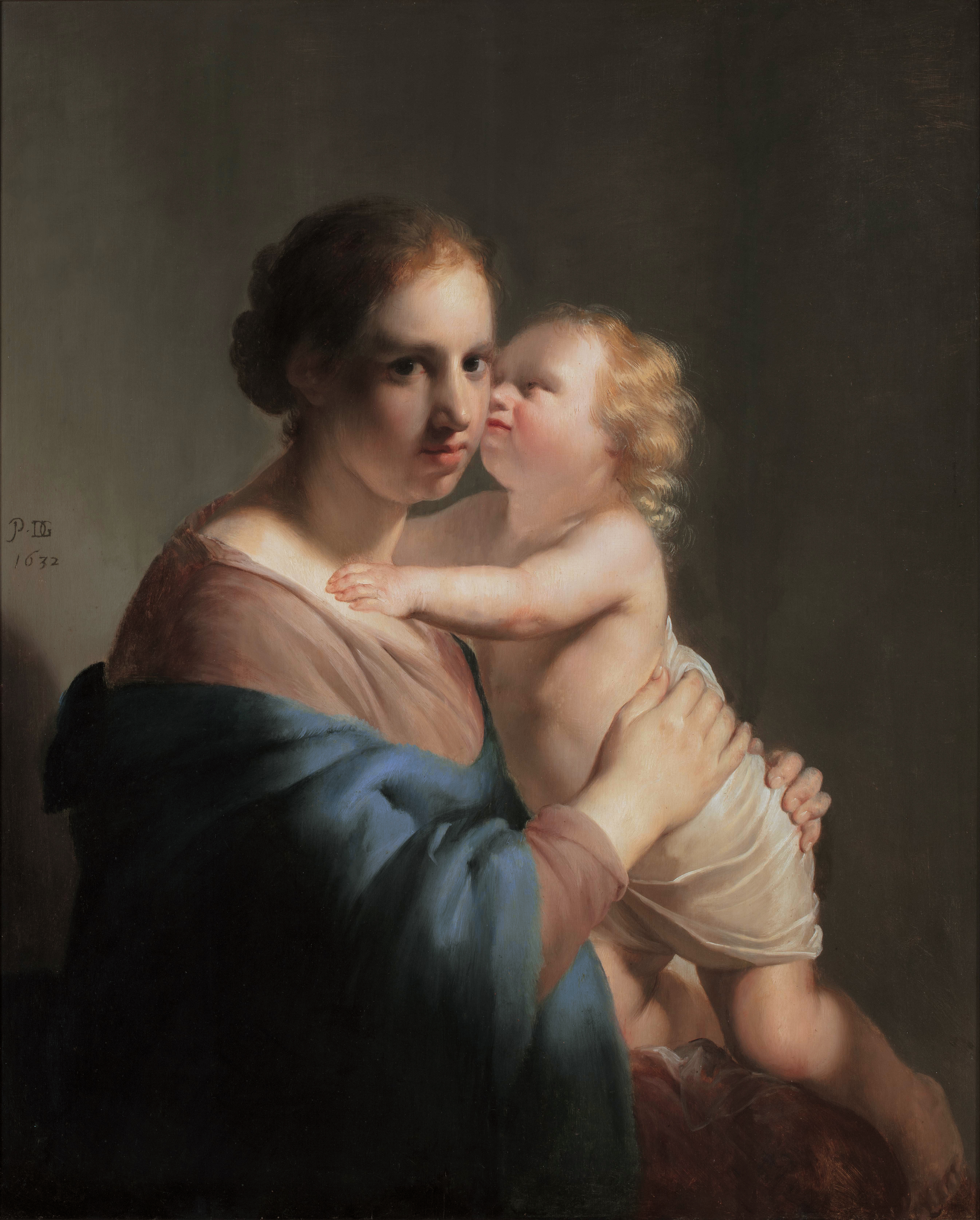
Maria met kind, 1632, Museum W, Weert

Berouwvolle David kiest uit de drie plagen, ca. 1635 en 1639, Museum Catharijneconvent, Utrecht

Pieter de Grebber (Haarlem, ca. 1600 - aldaar, 1652 of 1653) was een Nederlands kunstschilder van voornamelijk religieuze voorstellingen. Hij was een pionier op het gebied van vormgeving en een stilistische vernieuwer onder de Haarlemse classicisten. Nicolaes Berchem was zijn leerling.

## Biografie
Pieter de Grebber was de oudste zoon van Frans Pietersz. de Grebber, een schilder en borduurwerker. Hij zou hebben geleerd bij zijn vader en bij Hendrick Goltzius. In 1618 gingen vader en zoon naar Antwerpen en onderhandelden met Peter Paul Rubens over de ruil van zijn schilderij Daniel in de Leeuwenkuil. Het is vervolgens door de Engelse ambassadeur in de Republiek, Dudley Carleton, overhandigd aan koning Karel I van Engeland.
Pieter de Grebber stamde uit een katholieke en kunstzinnige familie. Hij was bevriend met de priester en musicoloog Jan Albertsz. Ban. De Haarlemse componist Cornelis Padbrué zette een gedicht van Pieter de Grebber op muziek. Hij was ongehuwd en woonde van 1634 tot zijn dood op het Haarlemse begijnhof. Hij had een broer Albert die schilderde, evenals zijn zuster Maria, de schoonmoeder van Gabriel Metsu. Maurits de Grebber werd goudsmid.
Zijn vroegste schilderijen dateren uit 1622; pas tien jaar later trad hij toe tot het Sint-Lucasgilde. Pieter de Grebber kreeg belangrijke opdrachten in Haarlem, maar ook van stadhouder Frederik Hendrik. Zo werkte hij mee aan de decoratie van paleis Honselaarsdijk bij Naaldwijk en van Paleis Noordeinde en in 1647 aan Huis ten Bosch in Den Haag. Wellicht was hij ook voor Deense opdrachtgevers werkzaam. De Grebber was een welvarend man in Haarlem.

## Werk
De Grebber schilderde altaarstukken voor kerken in de Zuidelijke Nederlanden en schuilkerken in de Republiek. Behalve historiestukken schilderde hij ook een twintigtal portretten, o.a. van priesters; verder heeft Pieter de Grebber vele tekeningen en een paar etsen nagelaten. Tot slot ontwierp hij minstens een wandtapijt en een plafondschildering.
Vanuit verschillende invloeden, zoals het Utrechtse caravaggisme, Rubens (kleur en compositie) en Rembrandt, kwam hij tot een persoonlijke stijl. Hij was, samen met Salomon de Bray, de wegbereider van het Haarlemse classicisme. Zijn schilderijen worden gekenmerkt door een overzichtelijke helderheid en een palet van lichte tinten.
In 1649 schreef De Grebber een traktaat met de titel Regulen welcke by een goet Schilder en Teyckenaar geobserveert en achtervolght moeten werden. Hierin stonden elf regels opgesomd waaraan de ware classicistische schilder zich diende te houden. Hoewel de classicisten zwoeren bij zulke regels, werden deze niet altijd even strak nageleefd.

## Bron
- Bijlage Vrij Nederland, september 1999 (gratis verkrijgbaar in museum Boijmans Van Beuningen gedurende de tentoonstelling Hollands Classicisme - het andere gezicht van de Gouden Eeuw).
- Sutton, P.C. (1999) In: Hollands Classicisme in de zeventiende-eeuwse schilderkunst. Catalogus verschenen naar aanleiding van de tentoonstelling in Museum Boijmans Van Beuningen Rotterdam.

- Biografisch Portaal: 29292899
- Gemeinsame Normdatei: 130118257
- International Standard Name Identifier: 0000 0000 4754 6554
- KulturNav: 476686fe-c73b-4a2e-a263-f23157301327
- Library of Congress Control Number: nr92037335
- Nederlandse Thesaurus van Auteursnamen: 337053421
- RKD-Nederlands Instituut voor Kunstgeschiedenis: 33501
- Système universitaire de documentation: 181241285
- Union List of Artist Names: 500019400
- Virtual International Authority File: 73721232
- WorldCat: E39PBJhmPPjHrYFXBYXWXgQTHC